# Villa de los Papiros
La Villa de los Papiros es una casa particular de la antigua ciudad romana de Herculano (actualmente, el municipio de Ercolano). Situada al noroeste de la ciudad, la gran residencia queda a medio camino en la ladera del volcán Vesubio sin otros edificios que obstruyan el panorama. Fue propiedad del suegro de Julio César, Lucio Calpurnio Pisón Cesonino. En el año 79, la erupción del Vesubio cubrió todo Herculano con unos 30 metros de ceniza volcánica. Los restos fueron excavados por vez primera entre 1750 y 1765 por Karl Jakob Weber a través de túneles subterráneos. Su nombre deriva del descubrimiento de una biblioteca en la casa con 1.785 rollos de papiro carbonizados con textos de filosofía epicúrea, los cuales estaban empaquetados para su traslado a un lugar más seguro cuando el edificio fue alcanzado por el flujo piroclástico. Desde el año 1997 forma parte del sitio Patrimonio de la Humanidad llamado «Zonas arqueológicas de Pompeya, Herculano y Torre Annunziata», en concreto con el código 829-004.

## Arquitectura y obras de arte

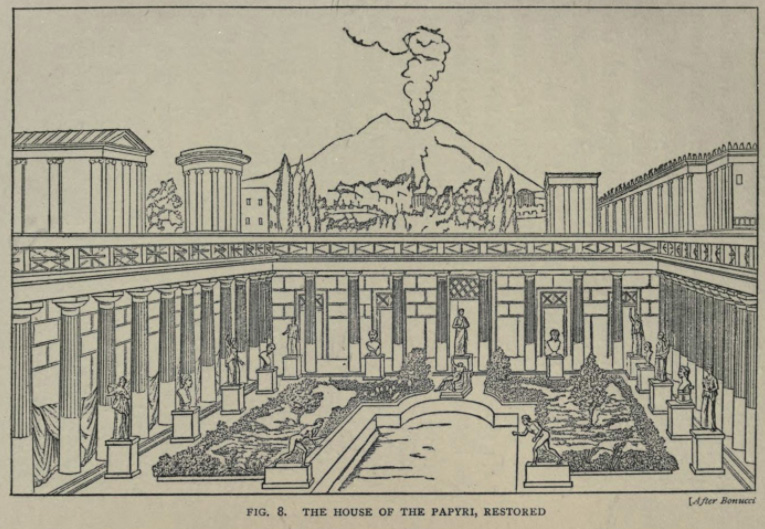
Villa de los papiros restaurada.

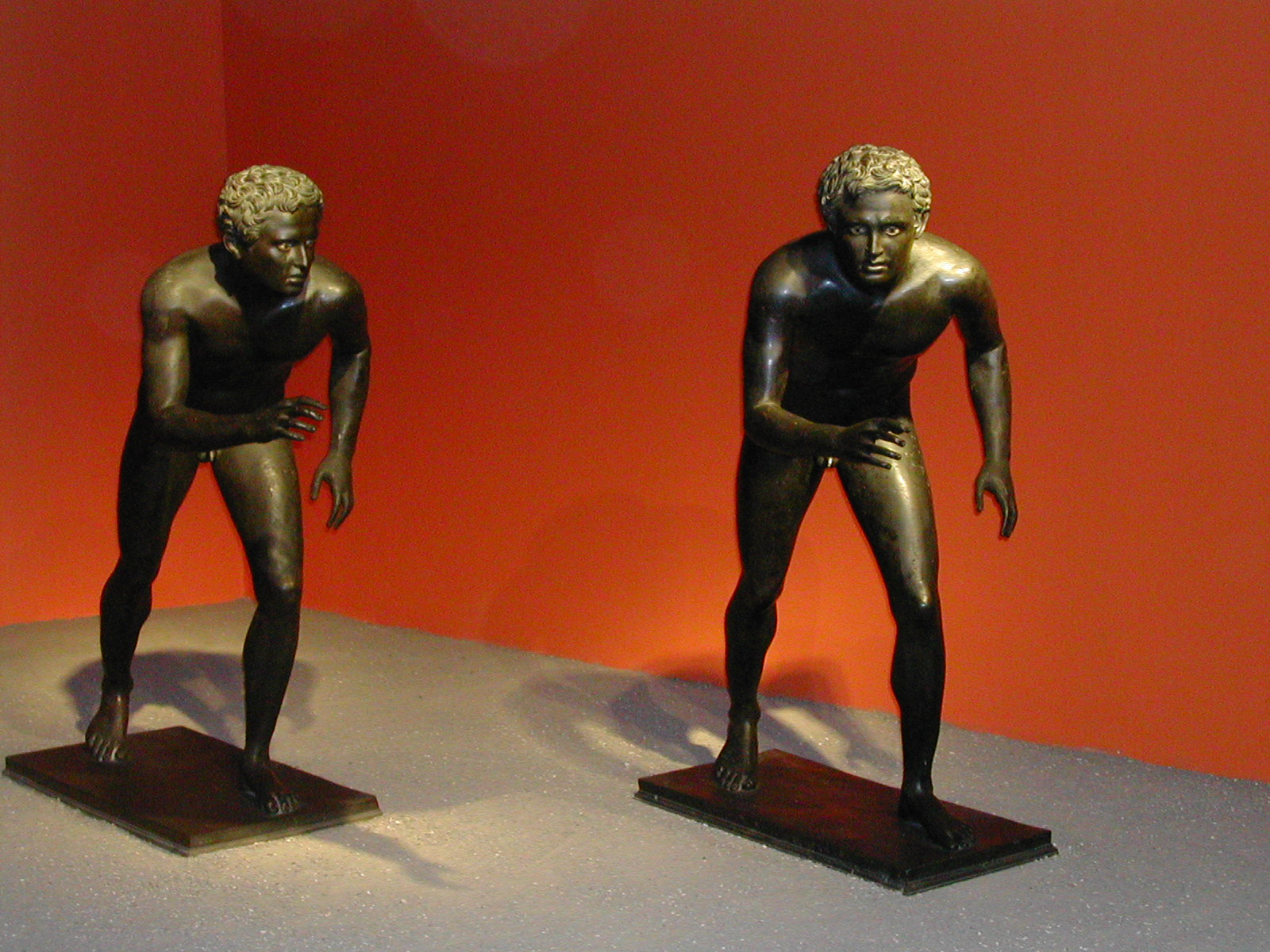
Estatuas de los corredores.

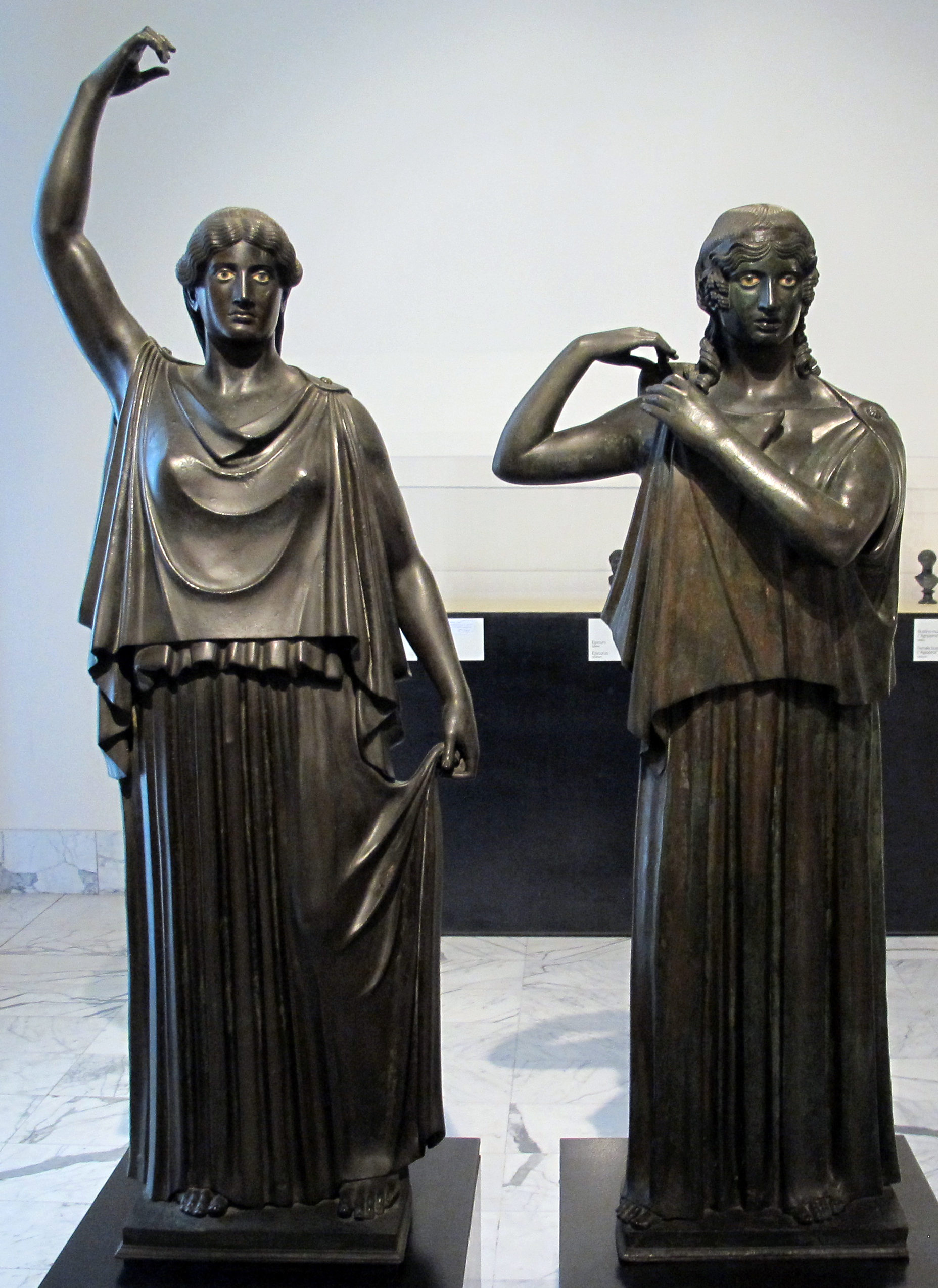
Estatuas de bailarinas o danaides del peristilo.

El frente de la villa discurría a lo largo de más de 250 metros paralelo a la línea de la costa. Estaba también rodeada por un jardín cerrado por pórticos, pero con una amplia franja de jardines abiertos, viñedos y arboledas hasta una pequeña bahía. Situada a unos cientos de metros de la casa más cercana en Herculano, la casa de Pisón tenía cuatro niveles dispuestos en una serie de terrazas en la ladera y era una de las casas más lujosas de todo Herculano y Pompeya. La Villa de los Papiros también albergaba una amplia colección de ochenta esculturas de magnífica calidad, muchas de ellas conservadas actualmente en las salas de los grandes bronces en el Museo Arqueológico Nacional de Nápoles.
La villa permanece fiel en su disposición general al esquema estructural y arquitectónico fundamental de una villa suburbana de Campania. El atrio funcionaba como vestíbulo y medio de comunicación con las diversas partes de la casa. La entrada se abría con un pórtico de columnas hacia el lado del mar. Alrededor del cuenco del impluvio del atrio había once estatuas surtidor representando a sátiros vertiendo agua de un cántaro y putti lanzando agua de la boca de un delfín. Otras estatuas y bustos se encontraron en las esquinas alrededor de las paredes del atrio.
El primer peristilo tenía diez columnas a cada lado, y una piscina en el centro. En este recinto se encontraron el herma de bronce de un Doríforo, una réplica del atleta de Policleto, y el herma de una amazona hecho por Apolonio hijo de Arquias de Atenas. El segundo gran peristilo puede alcanzarse pasando por un gran tablinio en el que, bajo un propileo, estaba la estatua arcaica de Atenea Promacos. Una colección de bustos de bronce estaban en el interior del tablinio. Entre ellos estaba la famosa cabeza de Escipión el Africano.
Las salas de estar y recibir están agrupadas alrededor de los pórticos y las terrazas de manera que la luz del sol y la vista del campo y el mar podían disfrutarse más directamente por los ocupantes e invitados a la casa. En la zona de habitación, fueron sacadas a la luz instalaciones de baños y la biblioteca de papiros carbonizados colocados dentro de capsae de madera, algunos de ellos en baldas ordinarias de madera alrededor de las paredes y otros en los dos lados de una serie de estantes en el medio de la habitación.
Las tierras incluyen una gran zona de jardines cubiertos y descubiertos para pasear a la sombra o al sol. Los jardines incluían una galería de obras de arte consistentes en estatuas, bustos, hermas y estatuillas de bronce y mármol. Estaban colocadas entre columnas en medio de la parte abierta del jardín y en los bordes de la gran piscina.

## Epicureísmo y la biblioteca

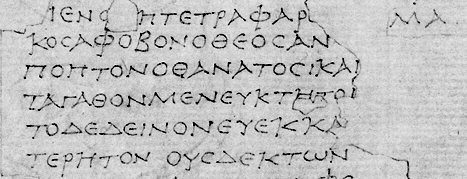
Papiro herculano del tetrapharmakos epicúreo.

Calpurnio Pisón creó una biblioteca sobre todo de carácter filosófico. Se cree que la biblioteca fue reunida y seleccionada por el amigo de la familia y cliente de Pisón, el epicúreo Filodemo de Gadara. Los seguidores de Epicuro estudiaban las enseñanzas de este filósofo natural y moral. Esta filosofía enseñaba que el hombre era mortal, que el cosmos es el resultado de un accidente, que no hay ningún dios providencial, y que el criterio de una buena vida es el placer y templanza. Las conexiones de Filodemo con Pisón le dieron la oportunidad de influir a los jóvenes estudiantes de literatura griega y filosofía que se reunían alrededor de él en Herculano y Nápoles. Gran parte de su obra se descubrió en alrededor de mil papiros en la biblioteca filosófica recuperada en Herculano. Aunque su obra en prosa es detallada en el estilo nervioso típico de la prosa griega helenística anterior al resurgimiento del estilo ático después de Cicerón, Filodemo superó el estándar literario medio al que aspiraban la mayor parte de los epicúreos. También tuvo éxito al influir en los romanos más cultos y distinguidos de la época. Ninguna de sus obras en prosa era conocida hasta que los rollos de papiro se descubrieron entre las ruinas de esta villa. El hallazgo de mayor importancia lo constituyen los fragmentos del Peri physeos de Epicuro que aportan cierta luz nueva sobre la problemática física y moral del clinamen y la libertad.
En el momento de la erupción del Vesubio en el año 79, la valiosa biblioteca, empaquetada en cajas preparadas para el traslado a un lugar más seguro, fue sorprendida por el flujo piroclástico; con el tiempo, la erupción depositó unos 20-25 metros de ceniza volcánica sobre el lugar, carbonizando los rollos pero conservándolos, de manera que es la única biblioteca que ha sobrevivido de la Antigüedad clásica, al endurecerse la ceniza formando toba volcánica.

## Excavación

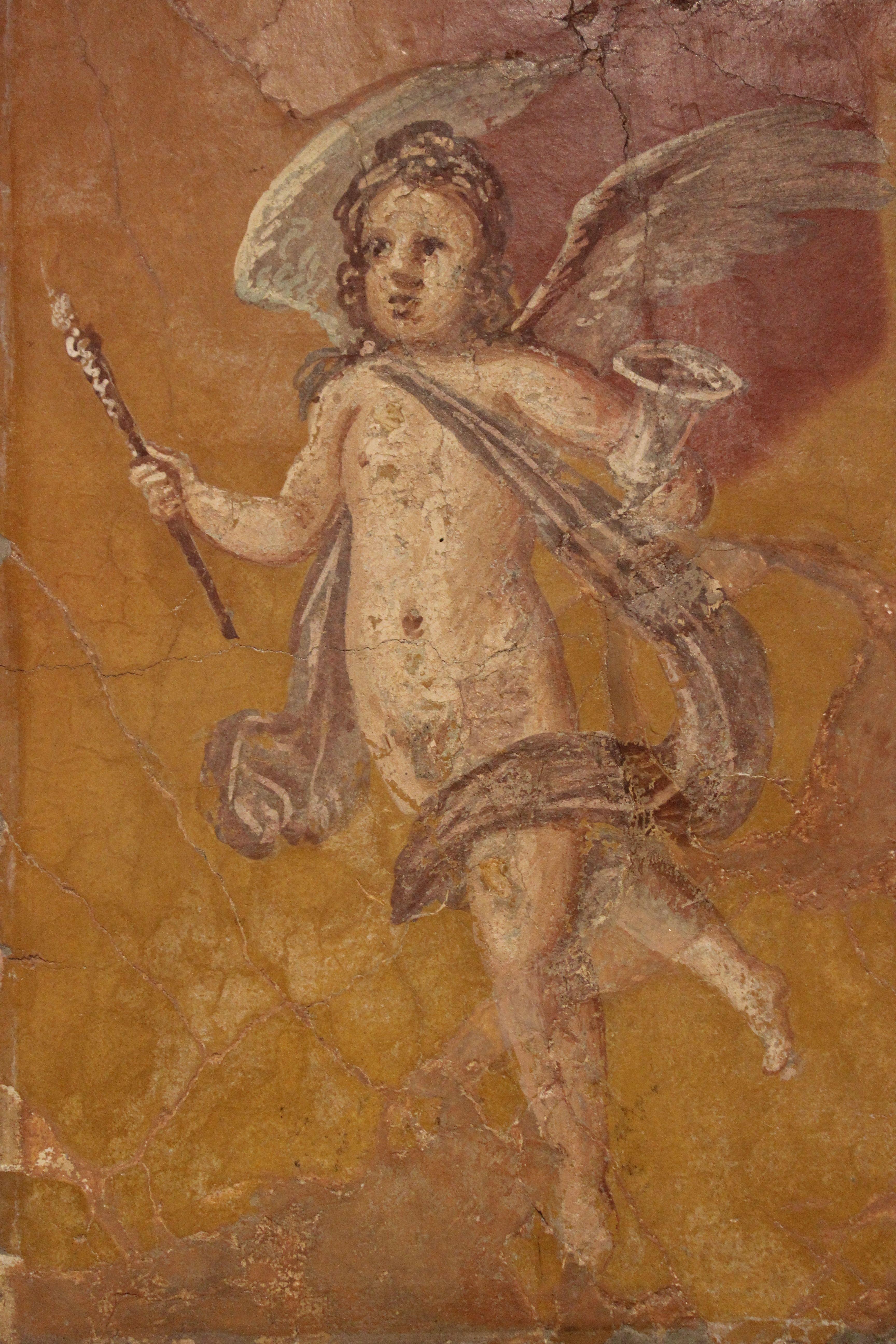
Fresco de la Villa.

Aún quedan 2,800 m² por excavar en esta villa suburbana, la más lujosa del lugar de vacaciones de Herculano. Bajo la zona excavada, nuevas excavaciones realizadas en los años noventa revelaron dos plantas con frescos previamente desconocidas de la villa, que estaba construida sobre una serie de terrazas que daban hacia el mar.
En 2007 excavaciones limitadas hallaron tabiques de madera y muebles de marfil. La razón de que el resto del lugar no se haya excavado es que el gobierno italiano está practicando desde 2012 una política de conservación y no excavación, y está más interesado en proteger lo que ya ha sido descubierto. David W. Packard, que ha dotado de fondos a la obra de conservación en Herculano a través de su Packard Humanities Institute, ha manifestado estar dispuesto a financiar la excavación de la Villa de los Papiros cuando las autoridades lo permitan; pero ninguna obra se permitirá aquí hasta que se complete un análisis de viabilidad, que se ha estado preparando durante varios años. La primera parte del estudio apareció en 2008 pero no incluye calendario o coste, puesto que la decisión sobre seguir excavando es de carácter político  (enlace roto disponible en Internet Archive; véase el historial, la primera versión y la última)..
Usando imagen multiespectro, una técnica desarrollada a principios de los noventa, fue posible leer algunos papiros que ya habían sido desenrollados. Con esta técnica multiespectro, se toman imágenes de papiros hasta entonces ilegibles, usando diferentes filtros en el registro infrarrojo o ultravioleta, muy afinadas para capturar ciertas longitudes de onda de la luz. De esta manera se logra obtener contraste para  leer las letras del papiro, que a los ojos humanos aparecen como escritura de tinta negra sobre un fondo negro. Así, la porción espectral óptima puede encontrarse para distinguir la tinta del papel en la superficie oscurecida del papiro.
Actualmente, mediante escáneres, se espera poder leer papiros en rollos no abiertos, sin destruirlos ni dañarlos en el proceso.

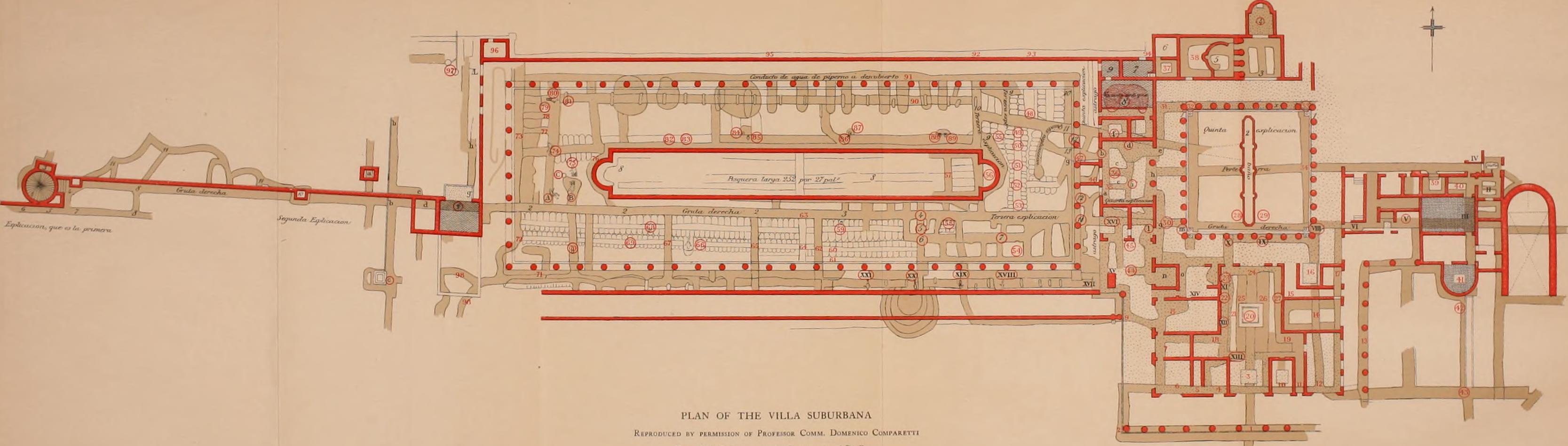
Plano que muestra la ubicación de los túneles (en marrón).

## Museo J. Paul Getty

La Villa Getty, una adaptación de la Villa de los Papiros en Los Ángeles.

El museo original J. Paul Getty en Pacific Palisades es una copia libre de la Villa de los Papiros, tal como se publicó en Le Antichità di Ercolano. El edificio del museo se construyó a principios de los setenta por la firma arquitectónica de Langdon y Wilson. El asesor arquitectónico Norman Neuerburg y conservador del Getty de antigüedades Jiri Frel trabajó estrechamente con J. Paul Getty para desarrollar los detalles interiores y exteriores. Puesto que la Villa de los Papiros estaba quemada por la erupción y gran parte de ella permanece sin excavar, Neuerburg basó muchos detalles arquitectónicos y paisajísticos del museo en otras casas romanas antiguas en las ciudades de Pompeya, Herculano y Estabia.
Con el traslado del Museo al Centro Getty, la «Villa Getty» tal como se la llama actualmente, fue renovada; se reabrió el 28 de enero de 2006.

## En la literatura moderna
Varias escenas de la novela superventas de Robert Harris Pompeya se ambientan en la Villa de los Papiros, justo antes de que la erupción la tragara. Se menciona la villa como propiedad del aristócrata romano Pedio Casco y su esposa Rectina. (Plinio el Joven menciona a Rectina, a quien llama esposa de Tascio, en la Carta 16 del Libro VI de sus Epístolas). Al comienzo de la erupción, Rectina prepara la biblioteca para evacuarla y envía un mensaje urgente a su viejo amigo, Plinio el Viejo, quien comanda la Armada romana en Miseno al otro lado del golfo de Nápoles. Plinio inmediatamente envía un barco de guerra, y llega a la vista de la villa, pero la erupción le impide tomar tierra y llevarse a Rectina y su biblioteca, de manera que queda la misma para que los arqueólogos modernos la encuentren.

## Galería
Según la publicación de 1908 Buried Herculaneum de Ethel Ross Barker, había bustos de Atenea, Apolo, una amazona, Dioniso o Platón (¿Poseidón?), Epicuro, un doríforo , Mercurio, Homero, entre otras figuras antiguas y mitológicas.

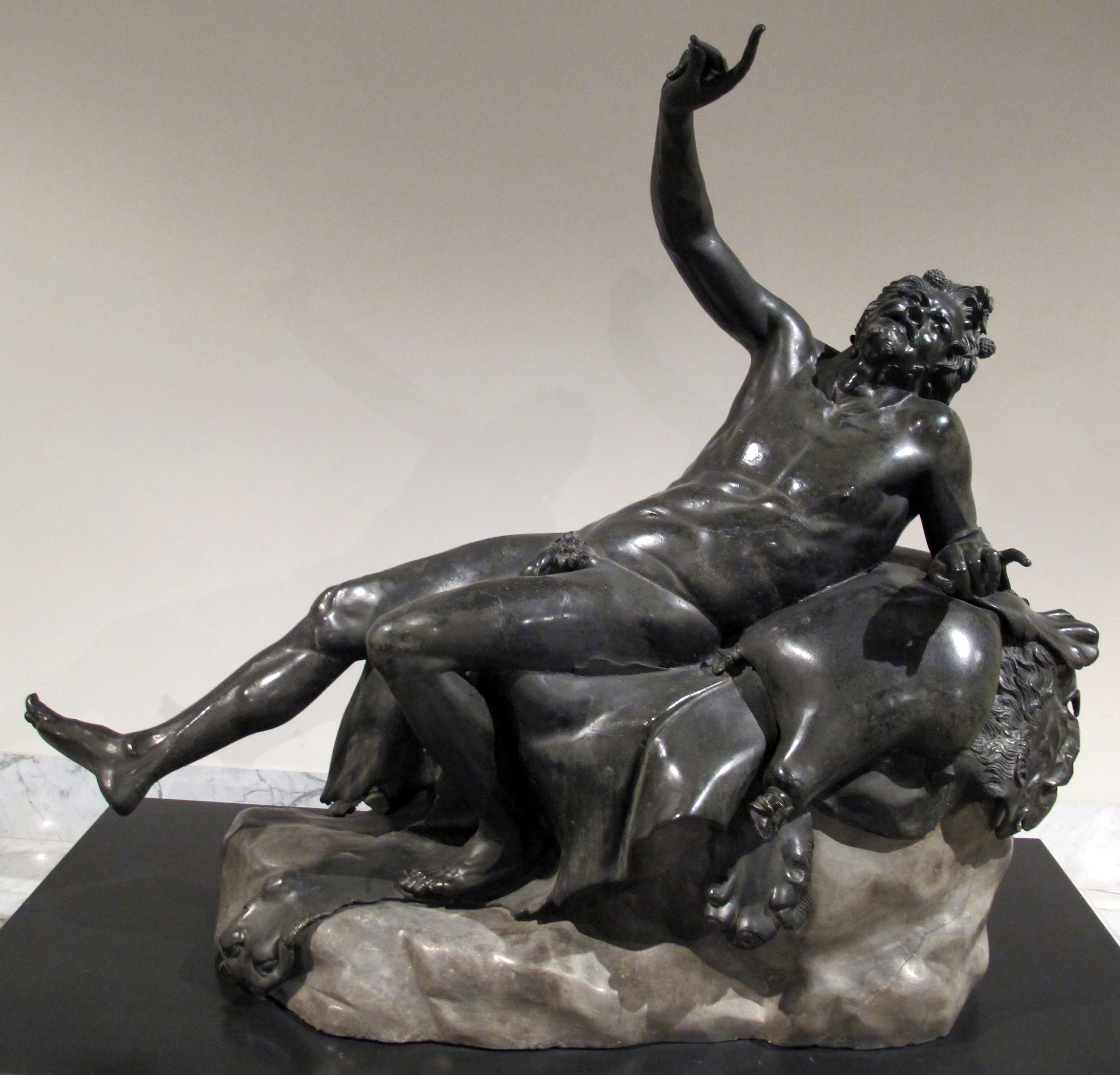
Estatua de sátiro ebrio.
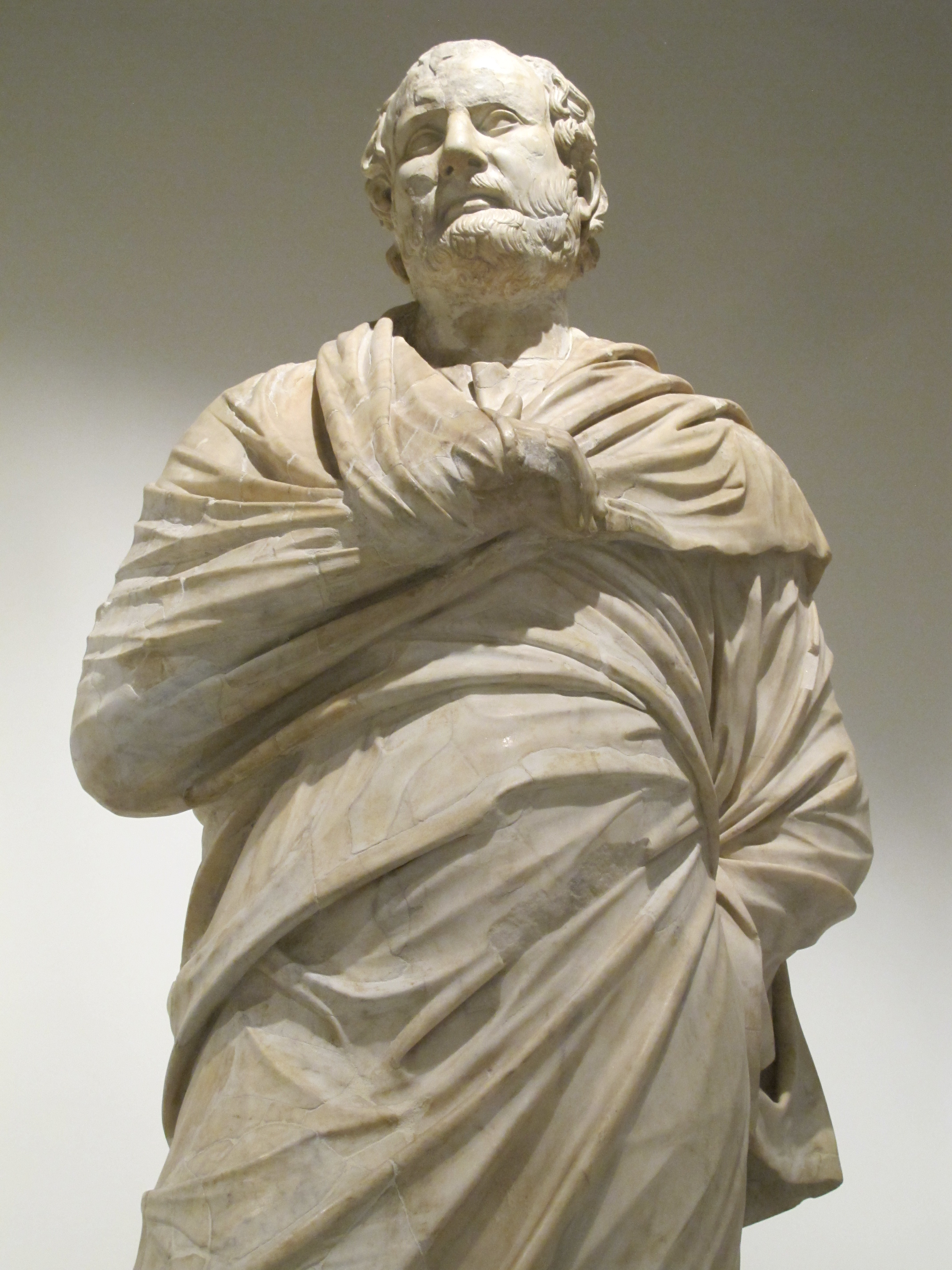
Estatua de Esquines, estadista griego y uno de los diez oradores áticos, encontrada en el gran peristilo.
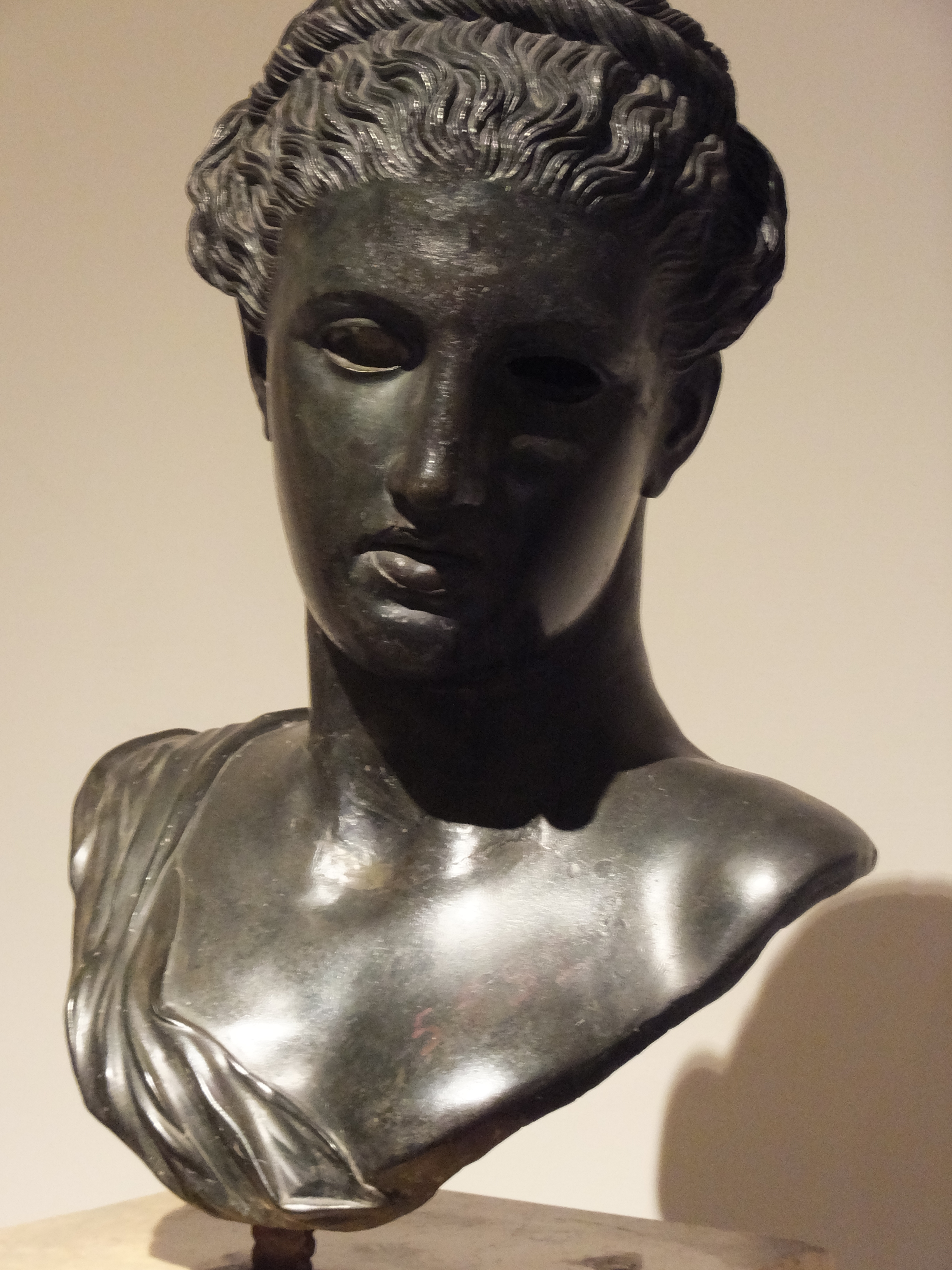
Artemisa o Berenice encontrada en el jardín de la villa.
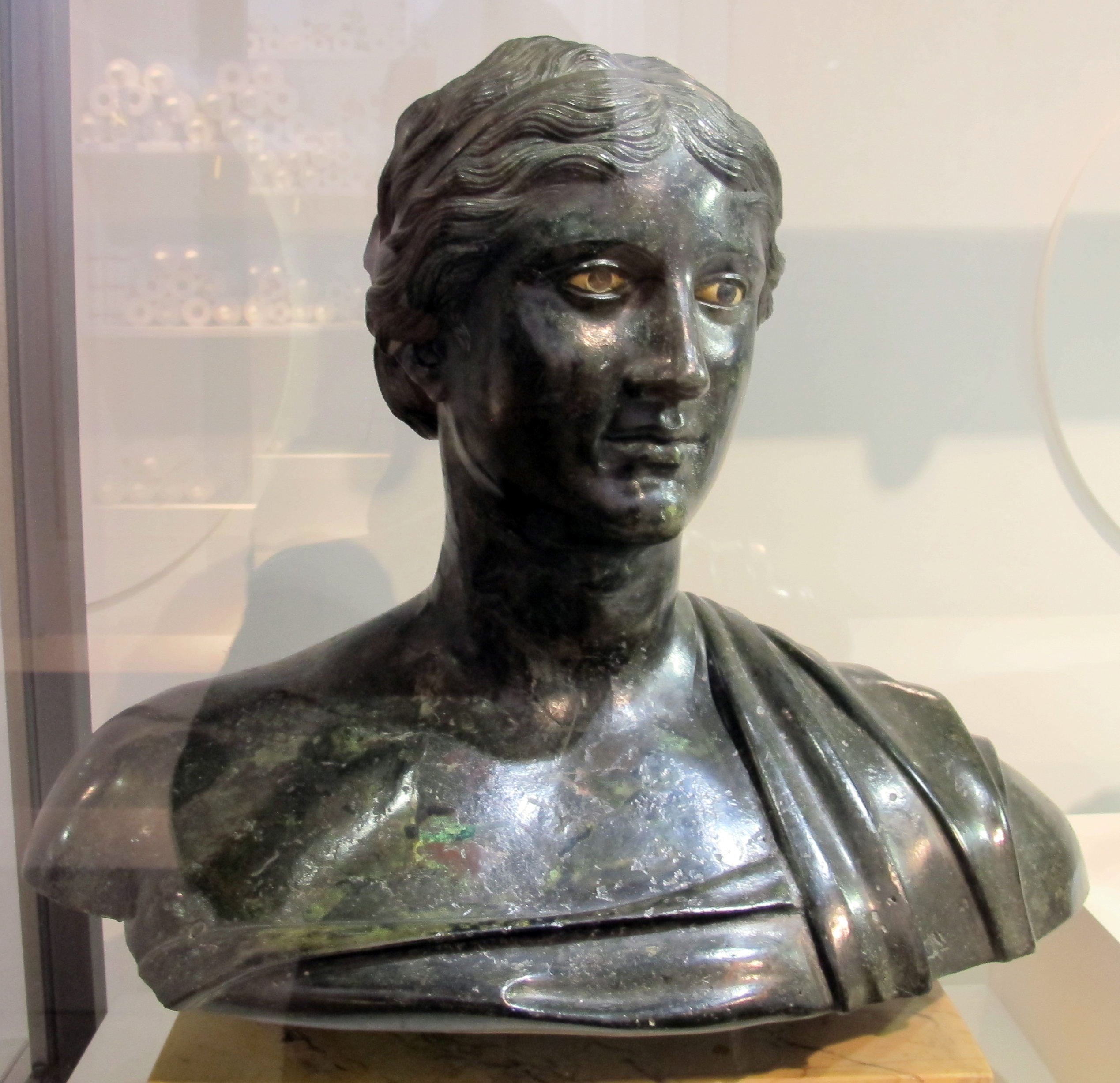
Busto femenino con himatión hallado en el peristilo rectangular identificado con una poetisa, probablemente Safo según el original de Silanion de 350 a. C.
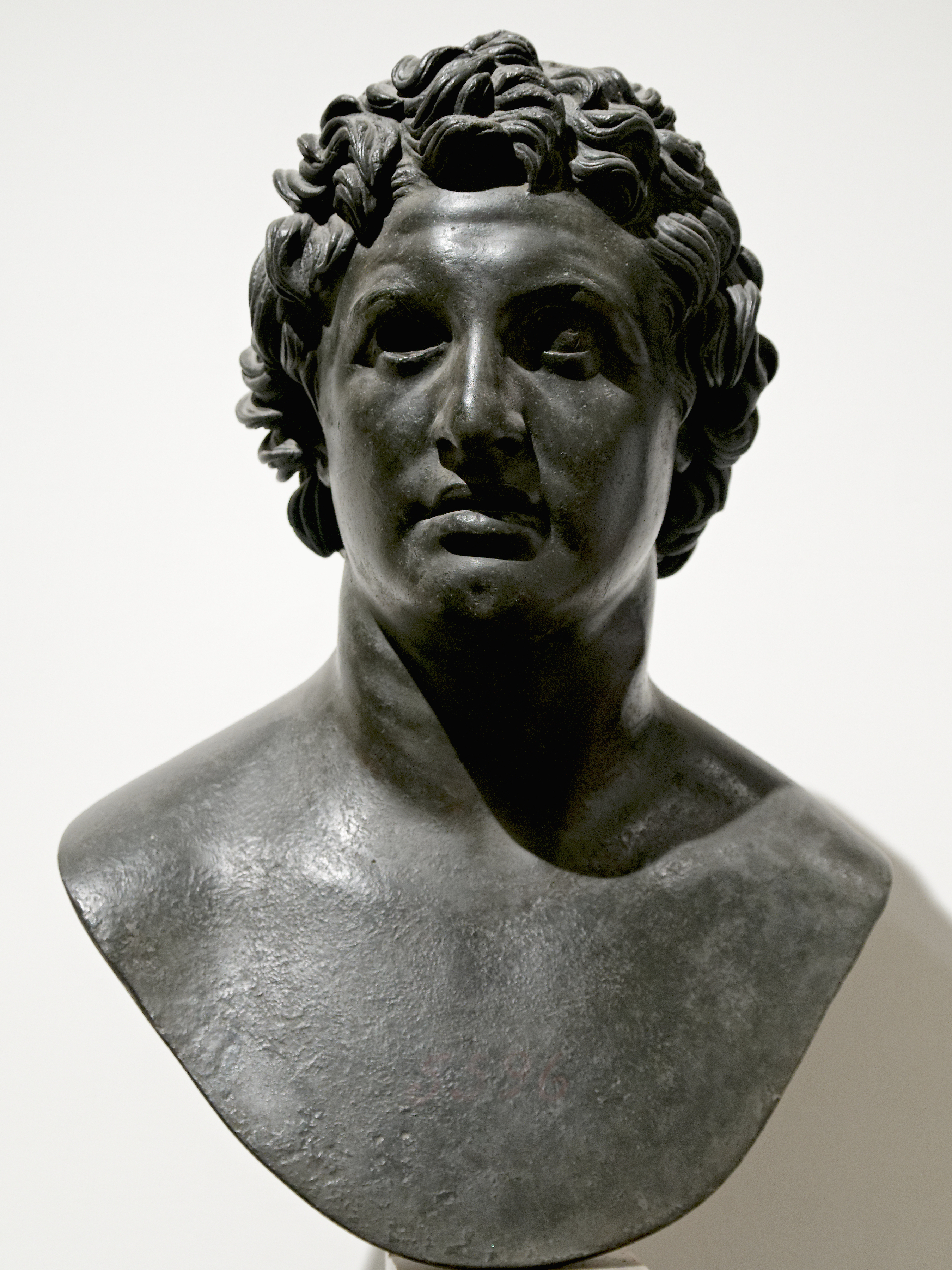
Gobernante helenístico no identificado encontrado en el atrio, tal vez Tolomeo Alejandro, Tolomeo Epífanes o Nicomedes I de Bitinia.
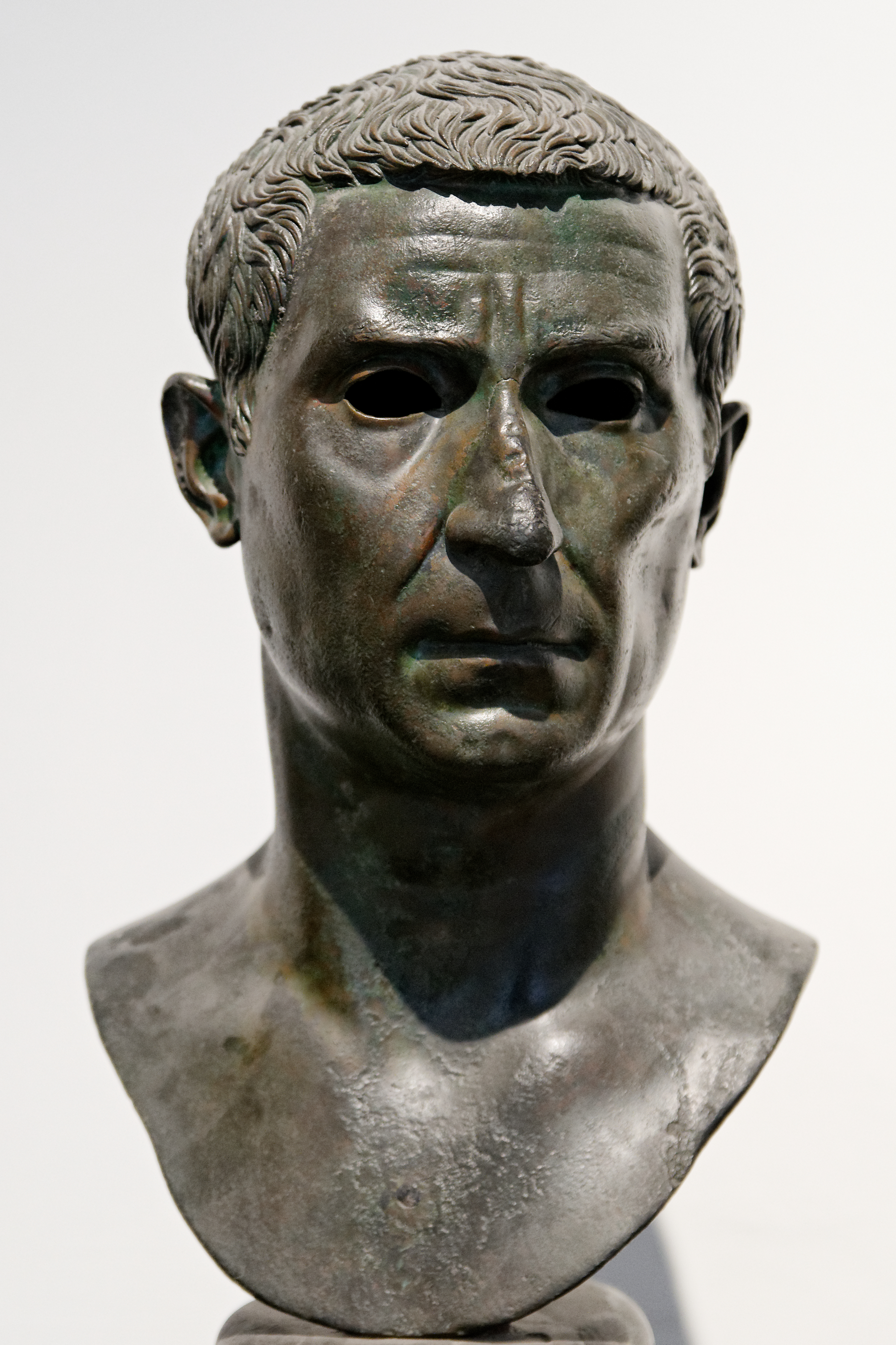
Lucio Calpurnio Pisón encontrado en el tablinio de la villa.
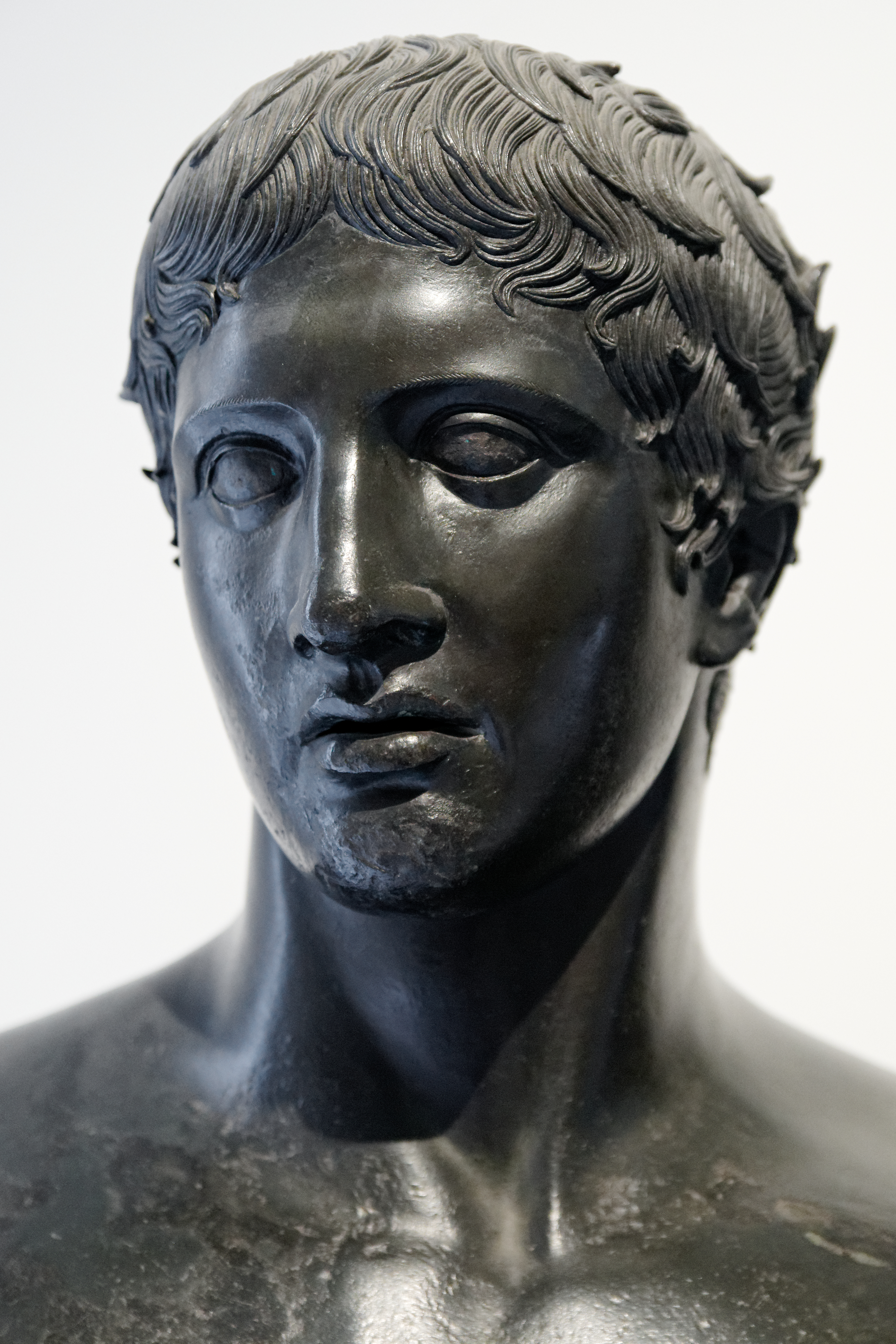
Herma con cabeza de Doríforo encontrada en el peristilo cuadrado.
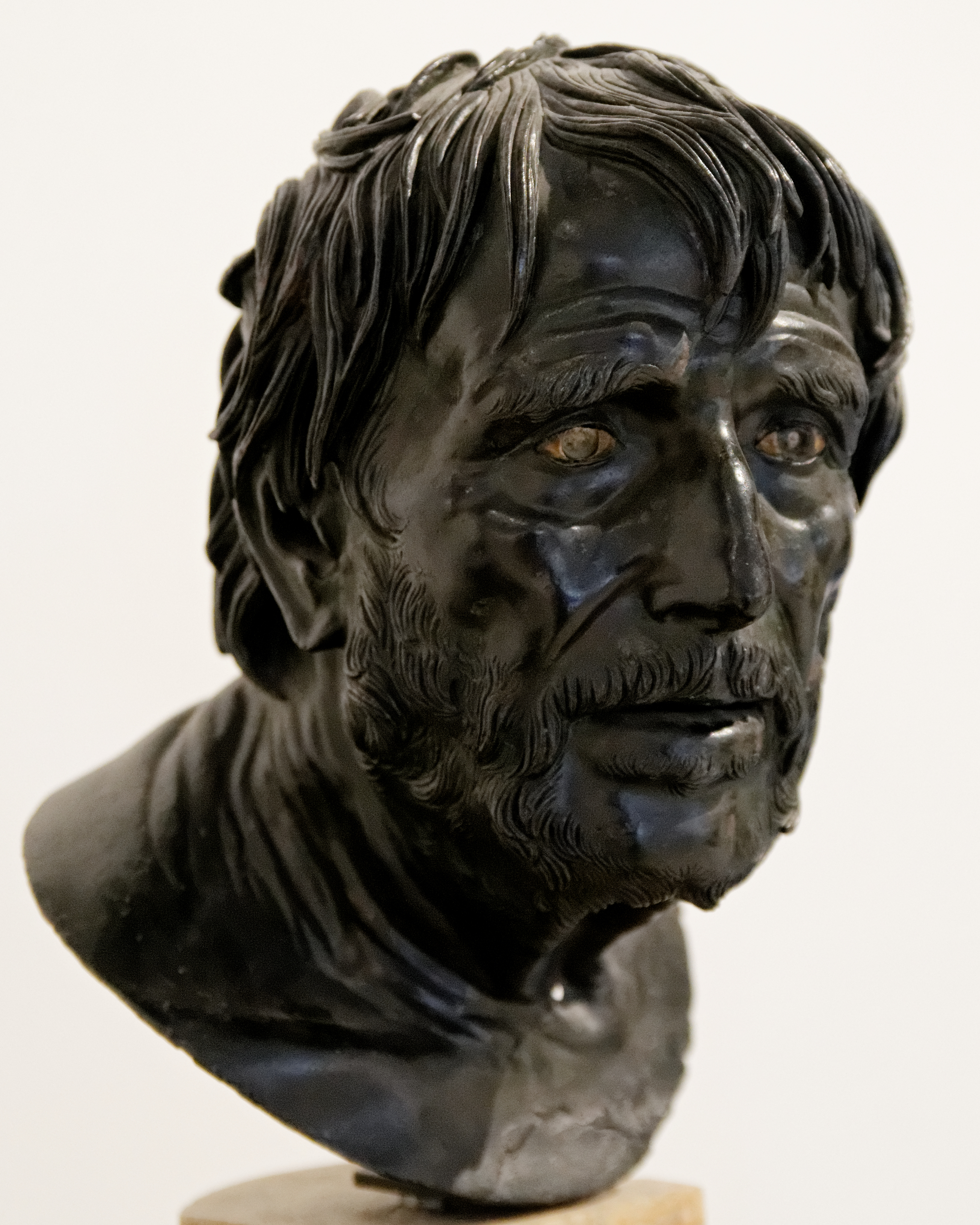
Conocido como pseudo-Séneca, el busto probablemente de un poeta o filósofo, siendo sugeridos Hesíodo o Aristófanes.
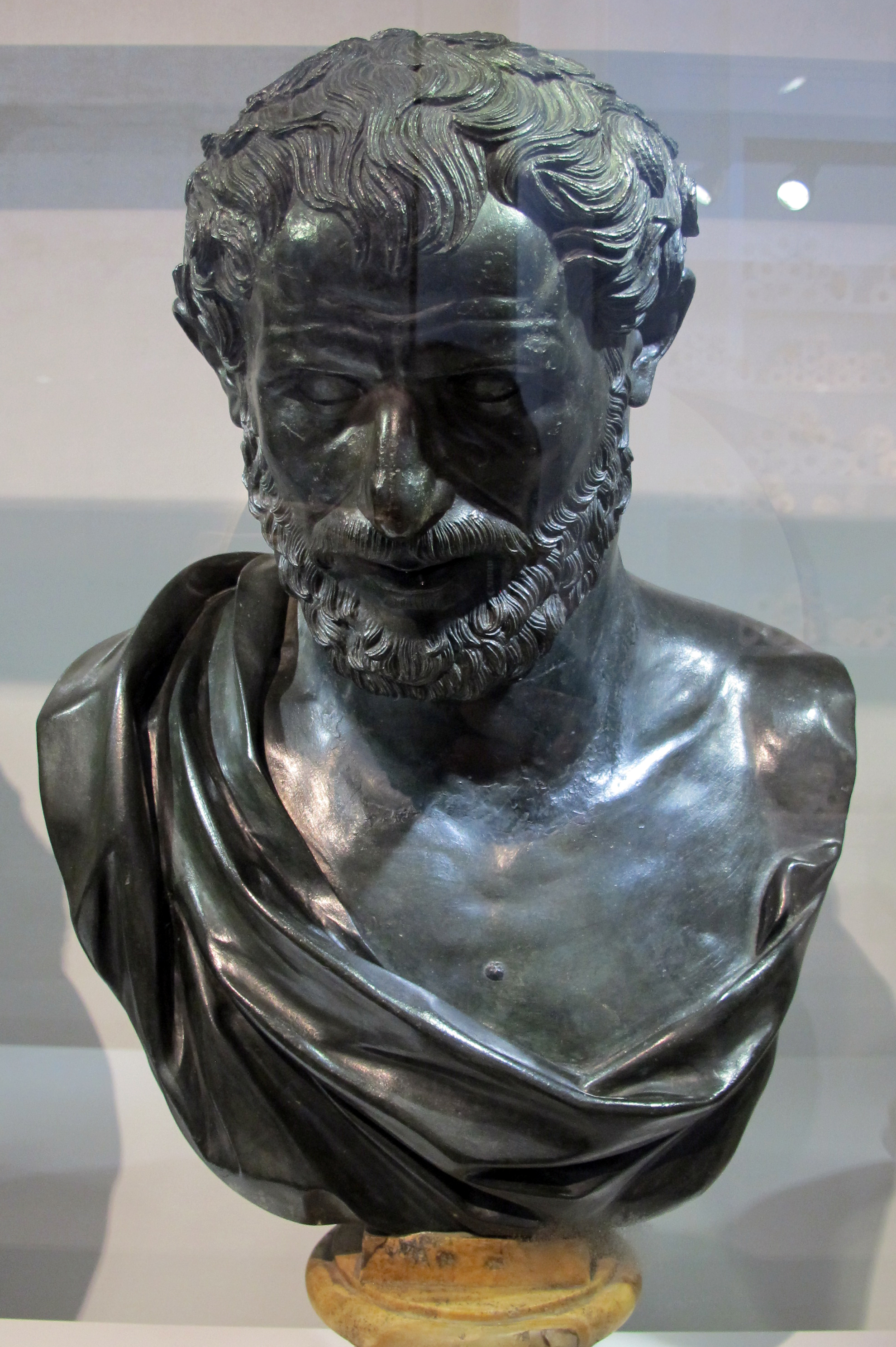
Habitualmente identificado con Demócrito, también se ha sugerido que este retrato del peristilo cuadrado sea Aristóteles, Solón, Filopemén o Heráclito.
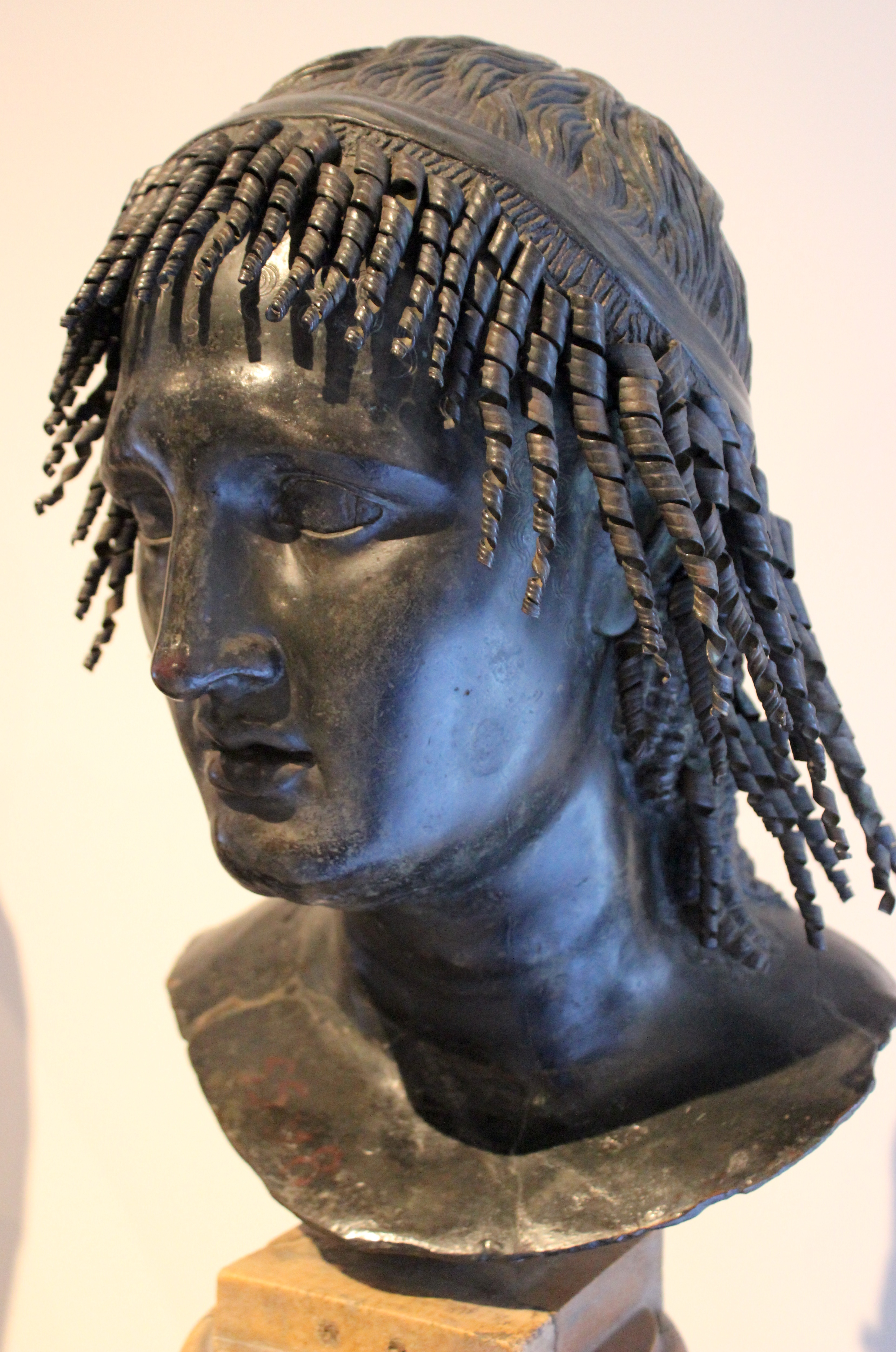
Busto de Tolomeo Apión del peristilo cuadrado.
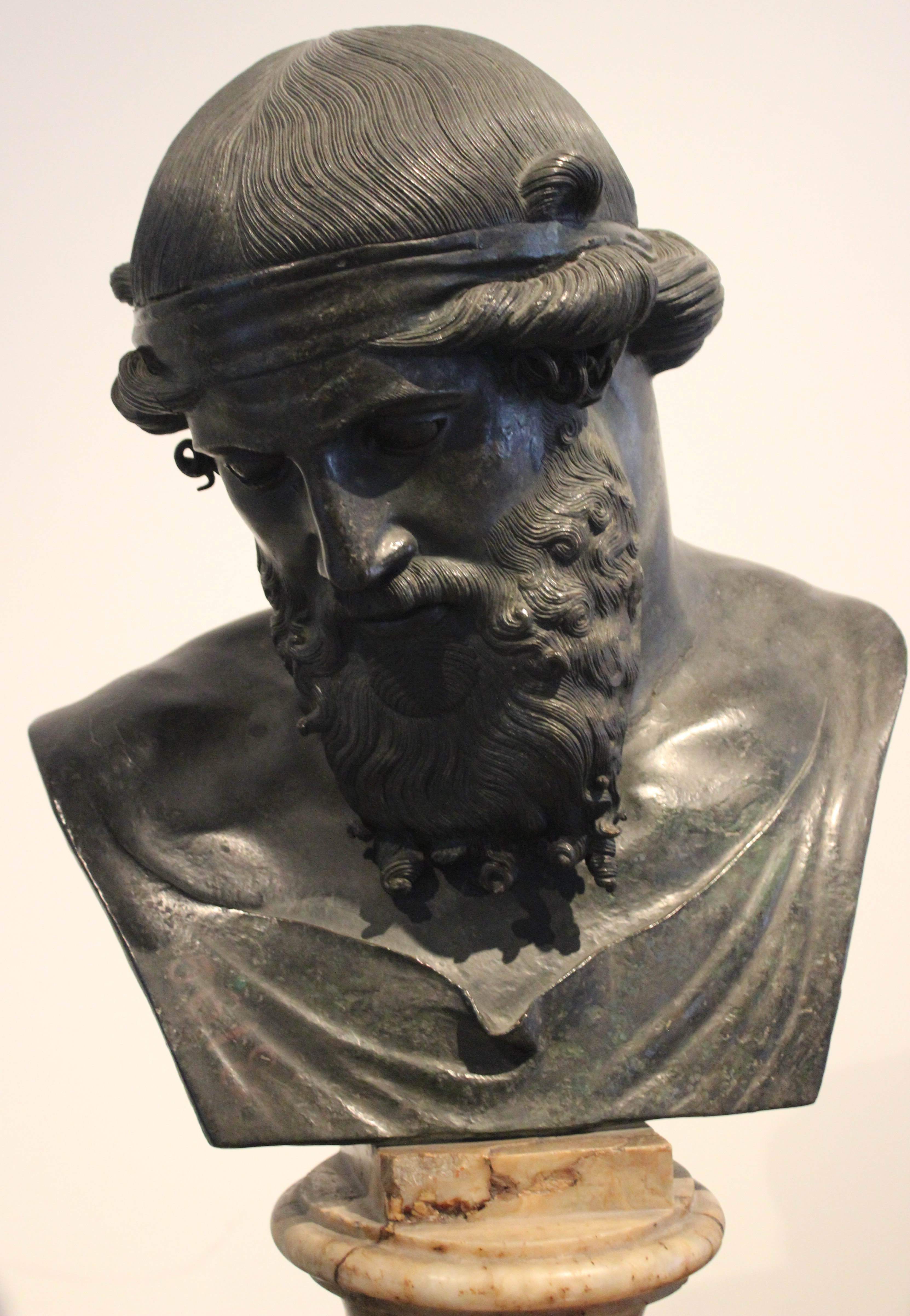
Dioniso o Platón, de alguna parte desconocida de la villa.
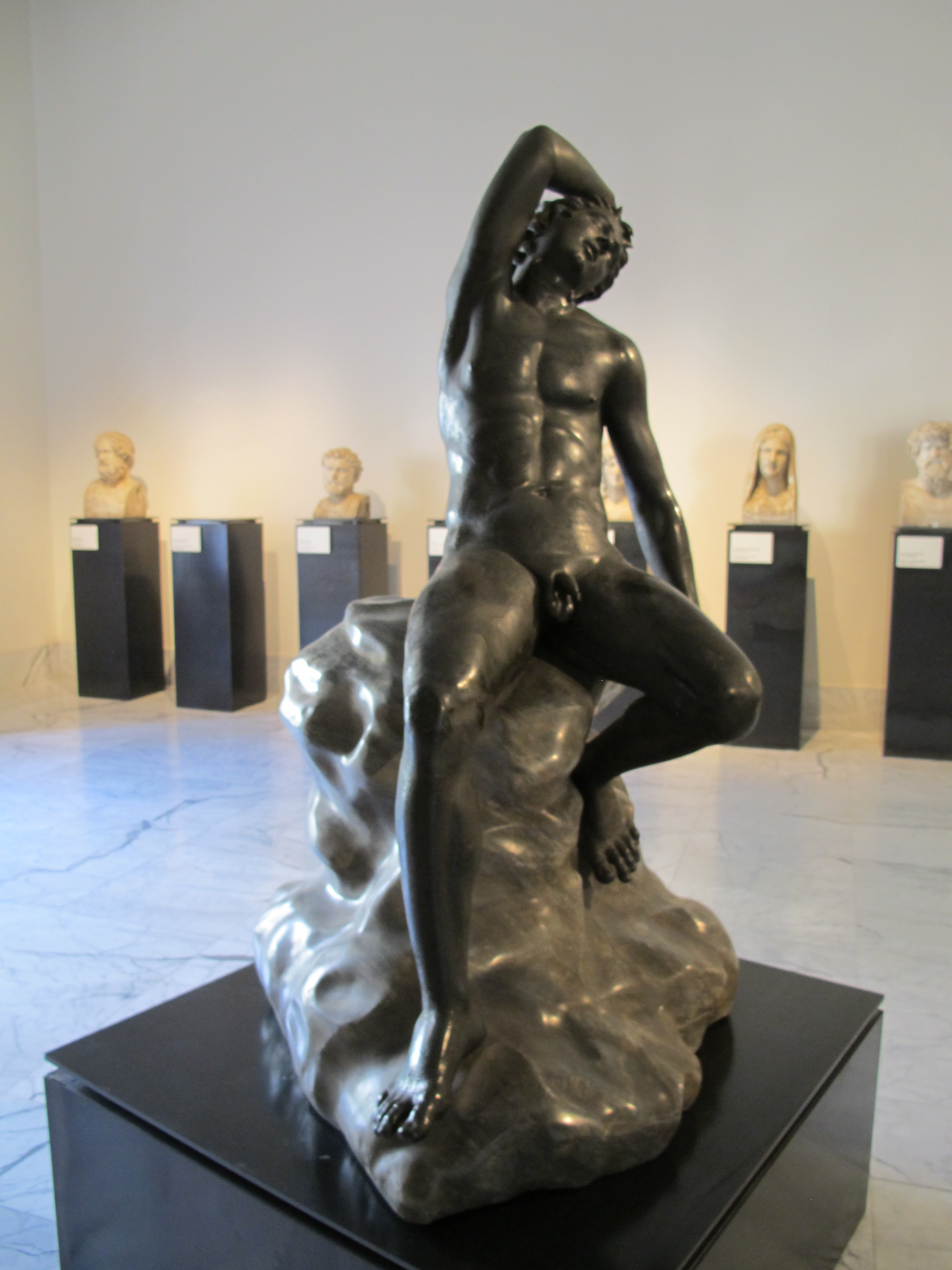
Estatua de sátiro durmiente.
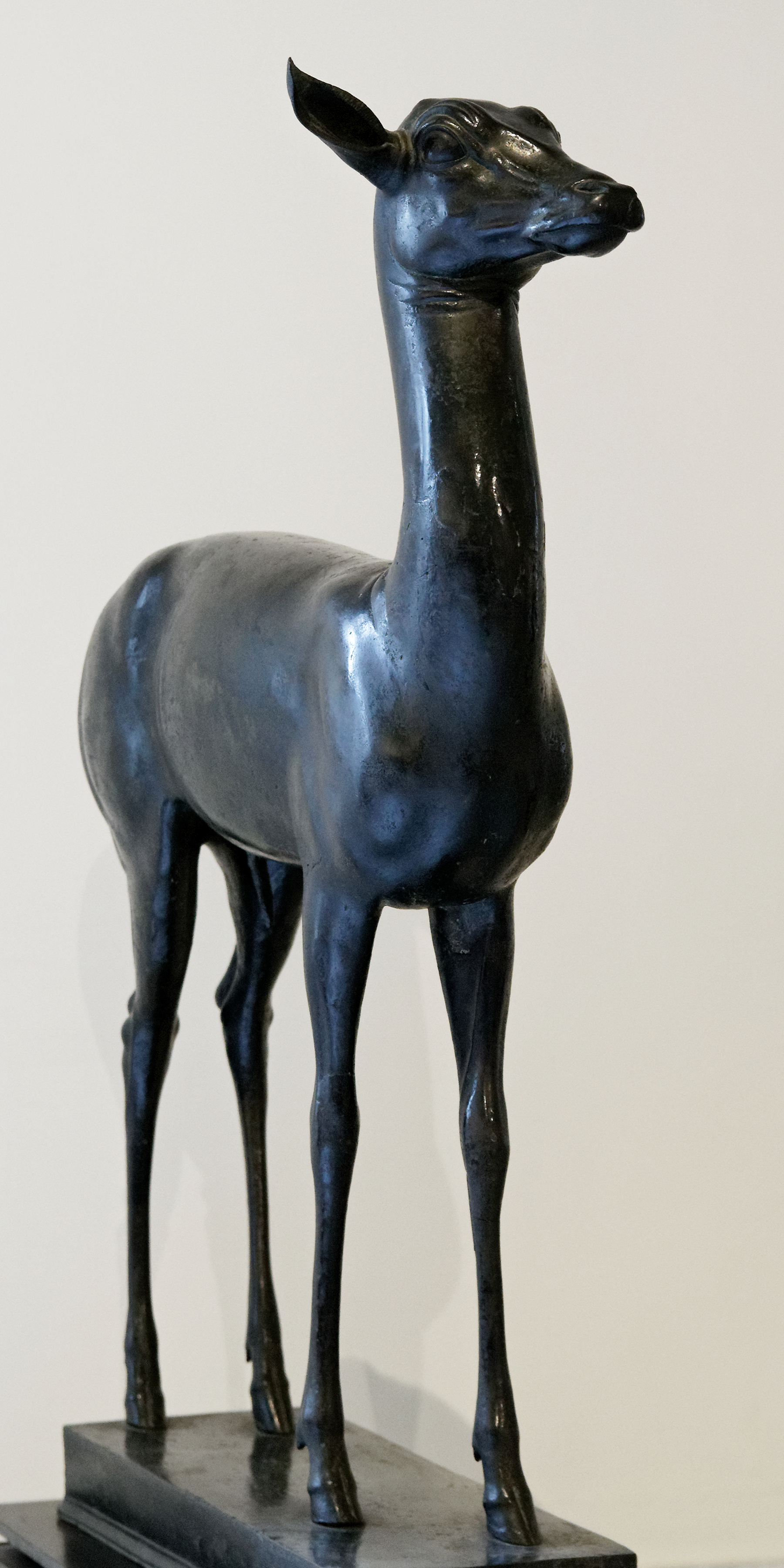
Una cierva.
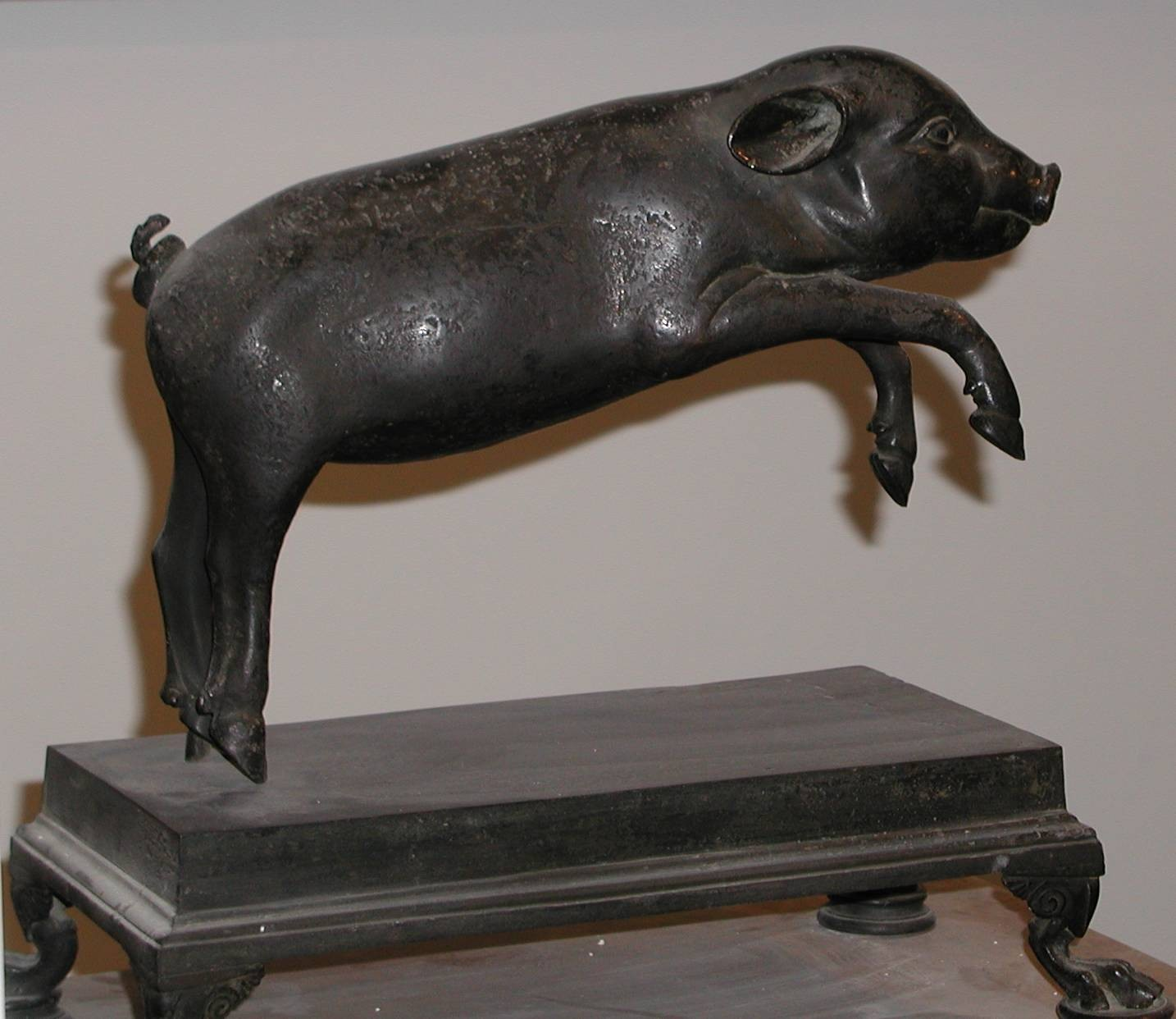
Un cerdo.
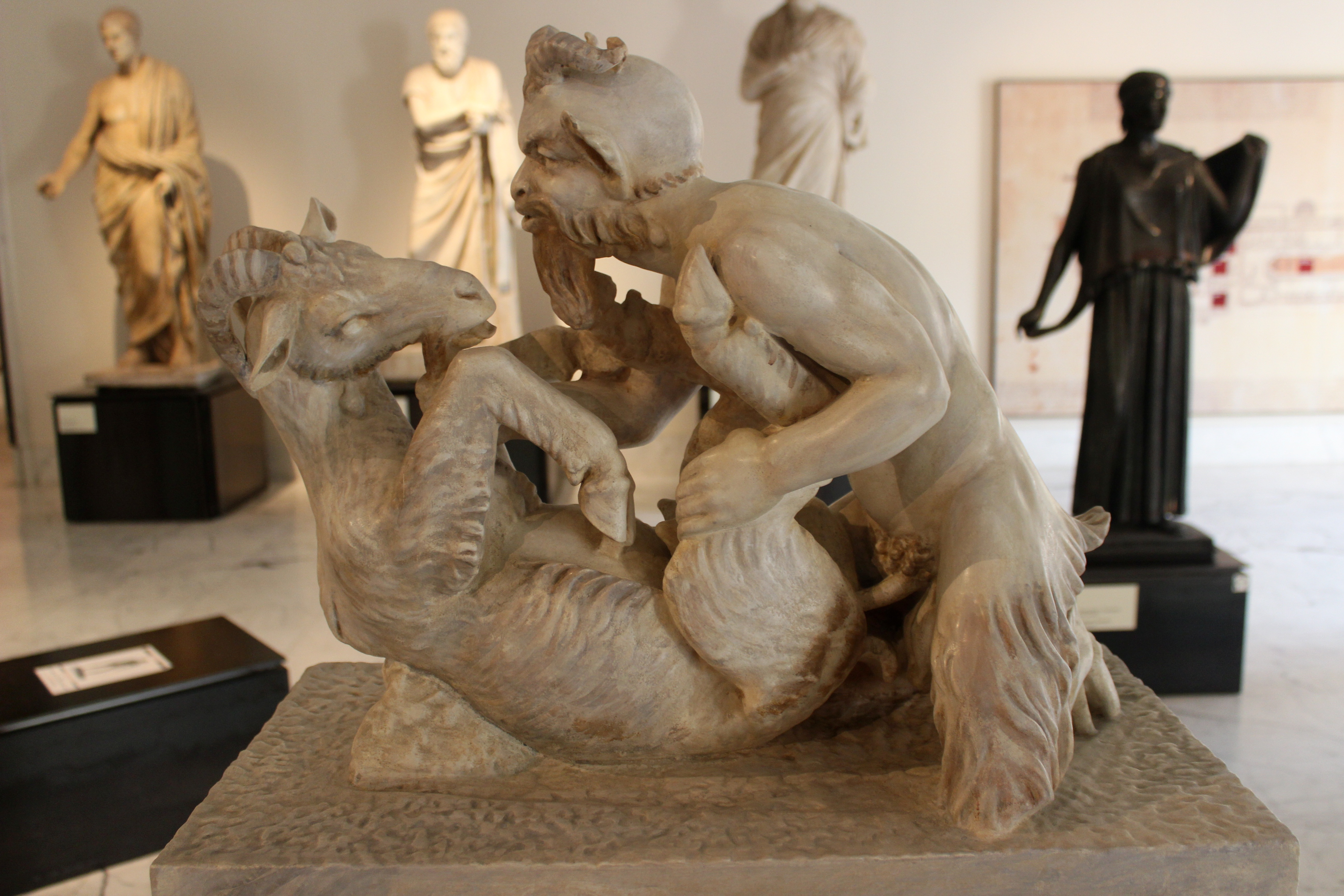
El dios Pan copulando con una cabra.
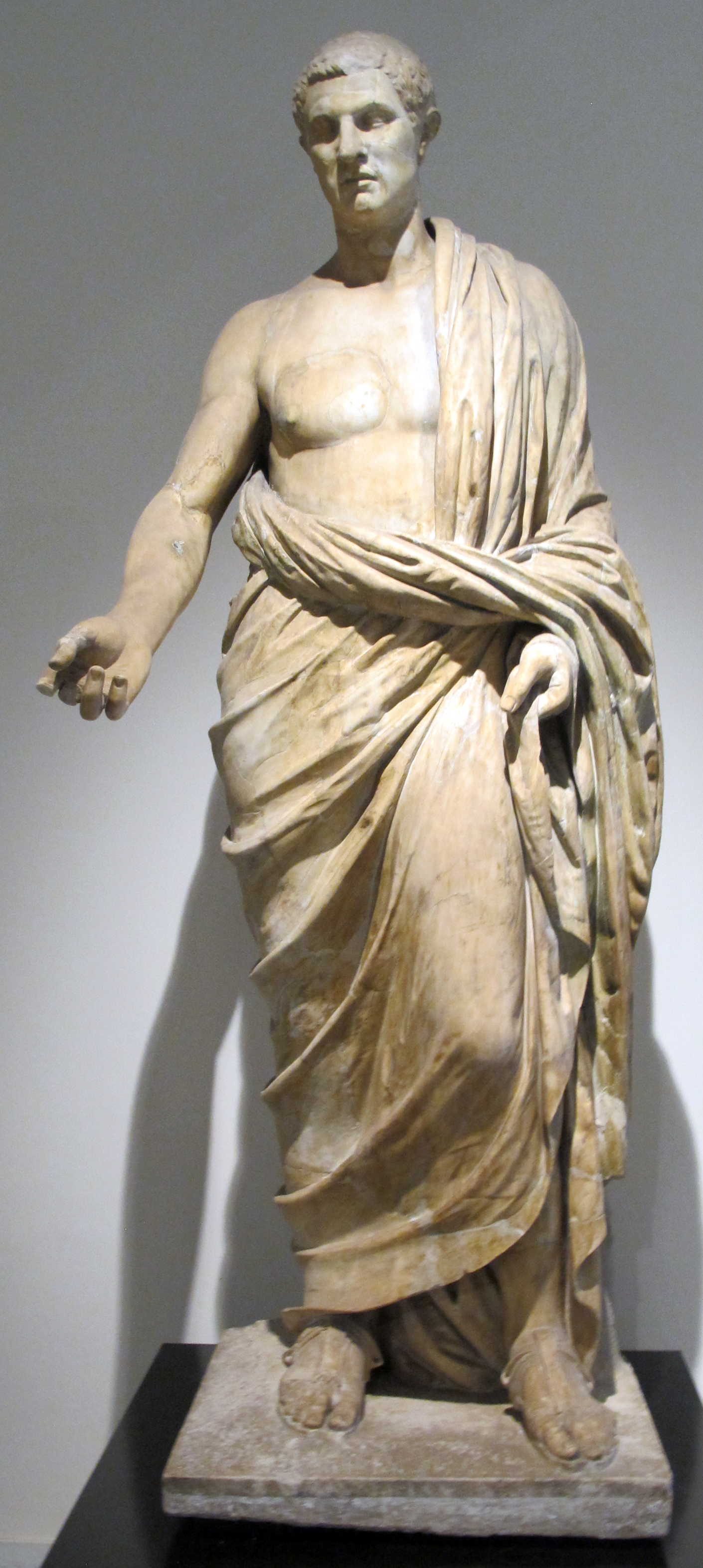
Notable romano, estatua en el peristilo cuadrado.
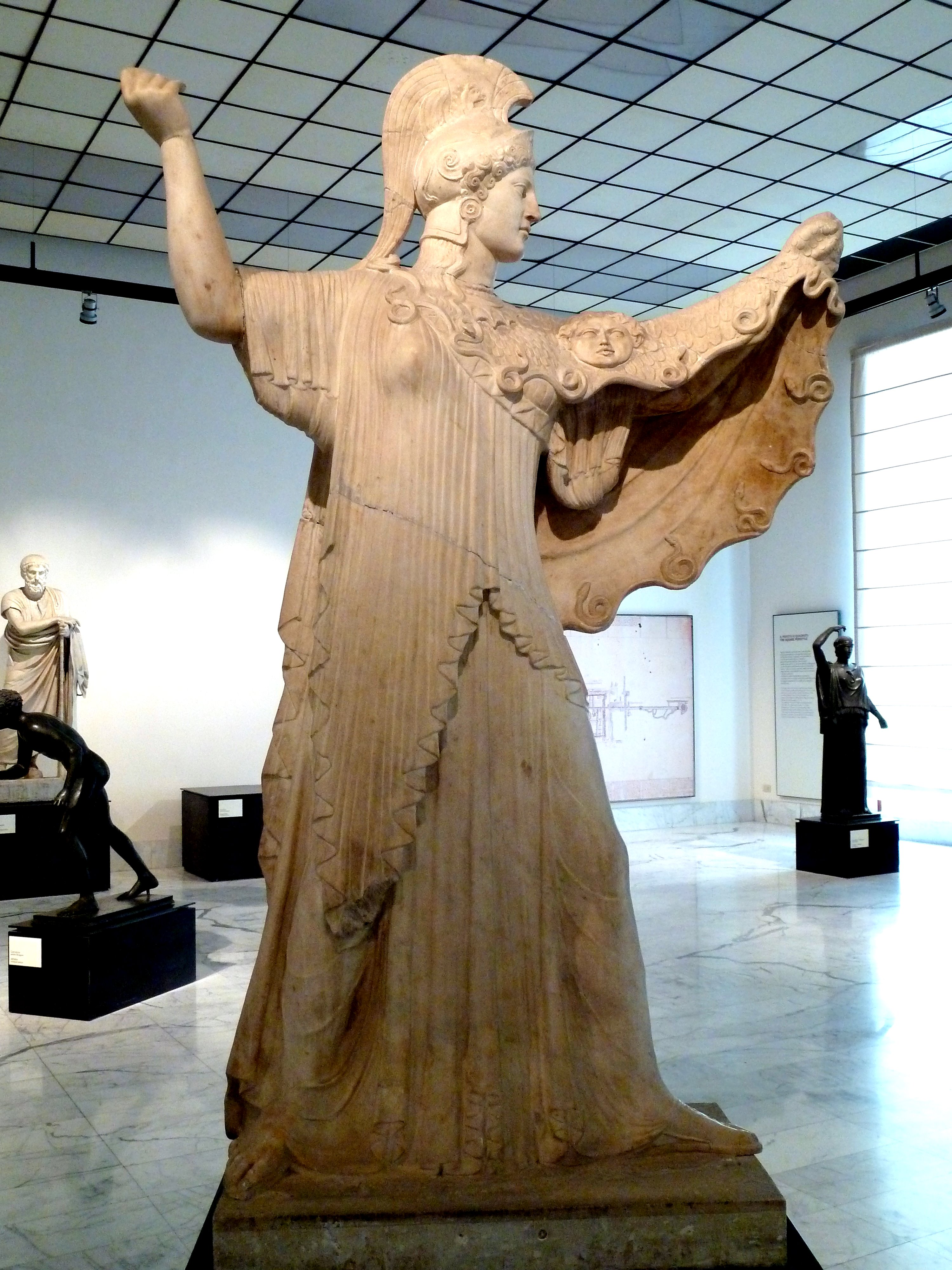
Atenea Prómacos del tablinio, réplica de una figura arcaica griega.
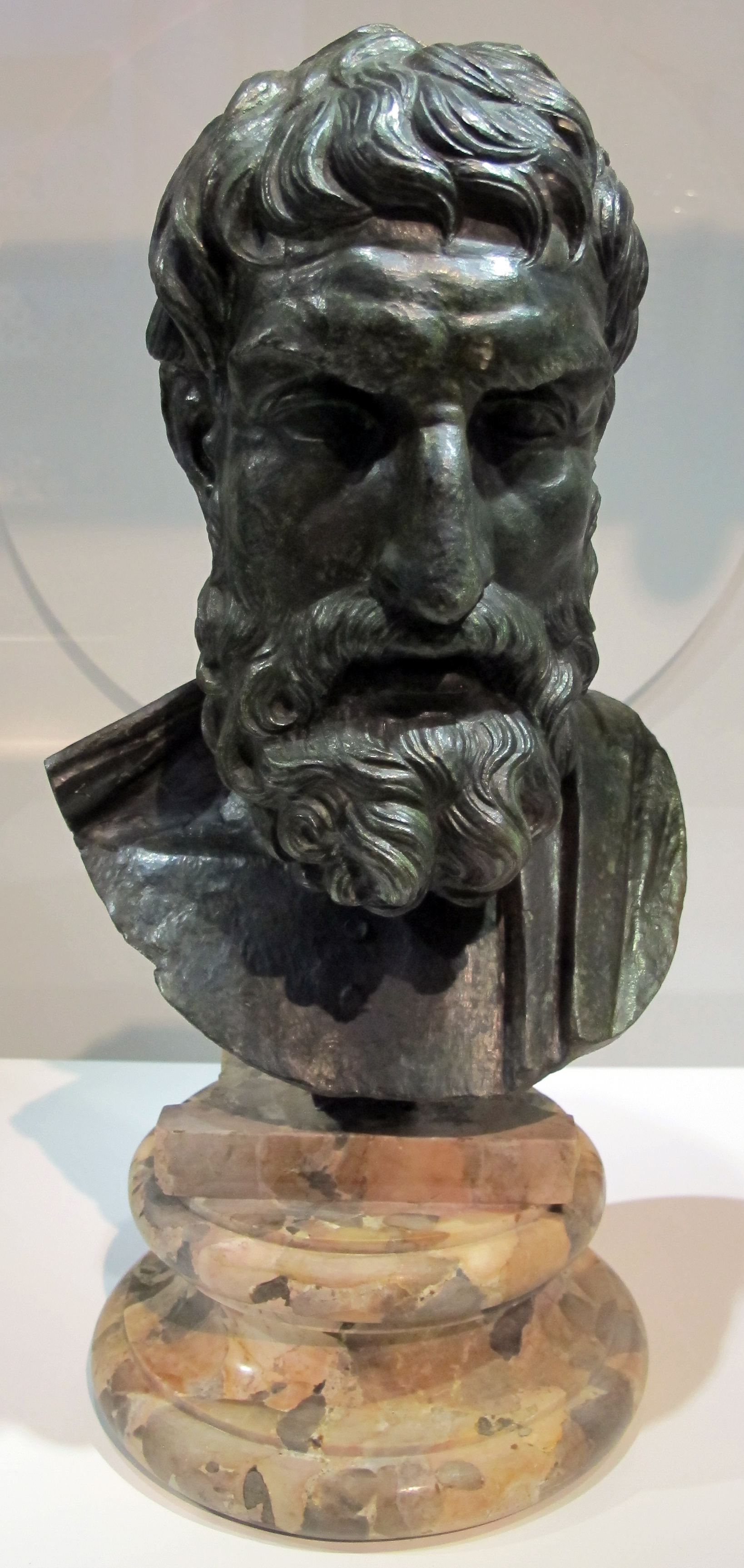
Busto de Epicuro, copia romana del original de 250 a. C.
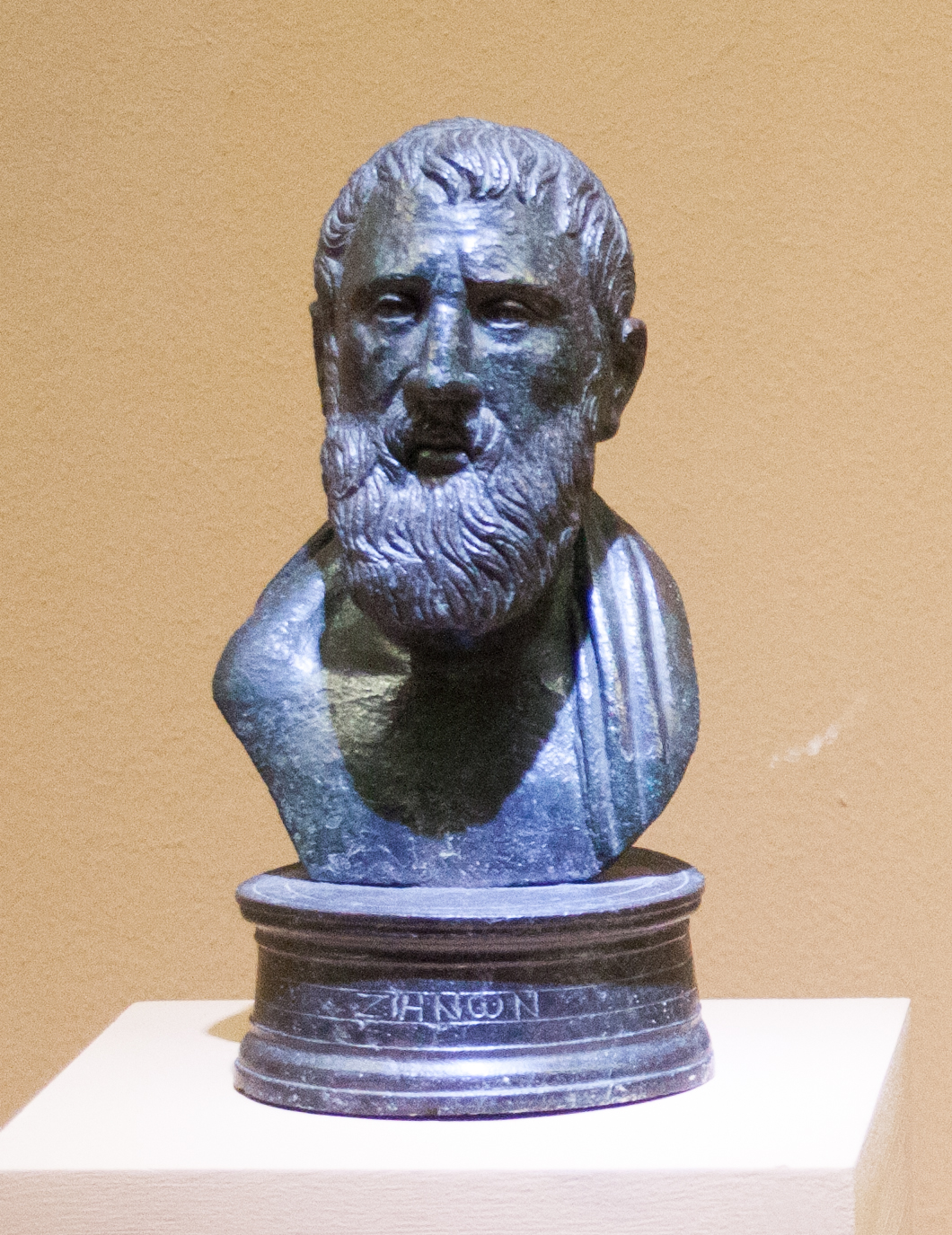
Busto de Zenón.
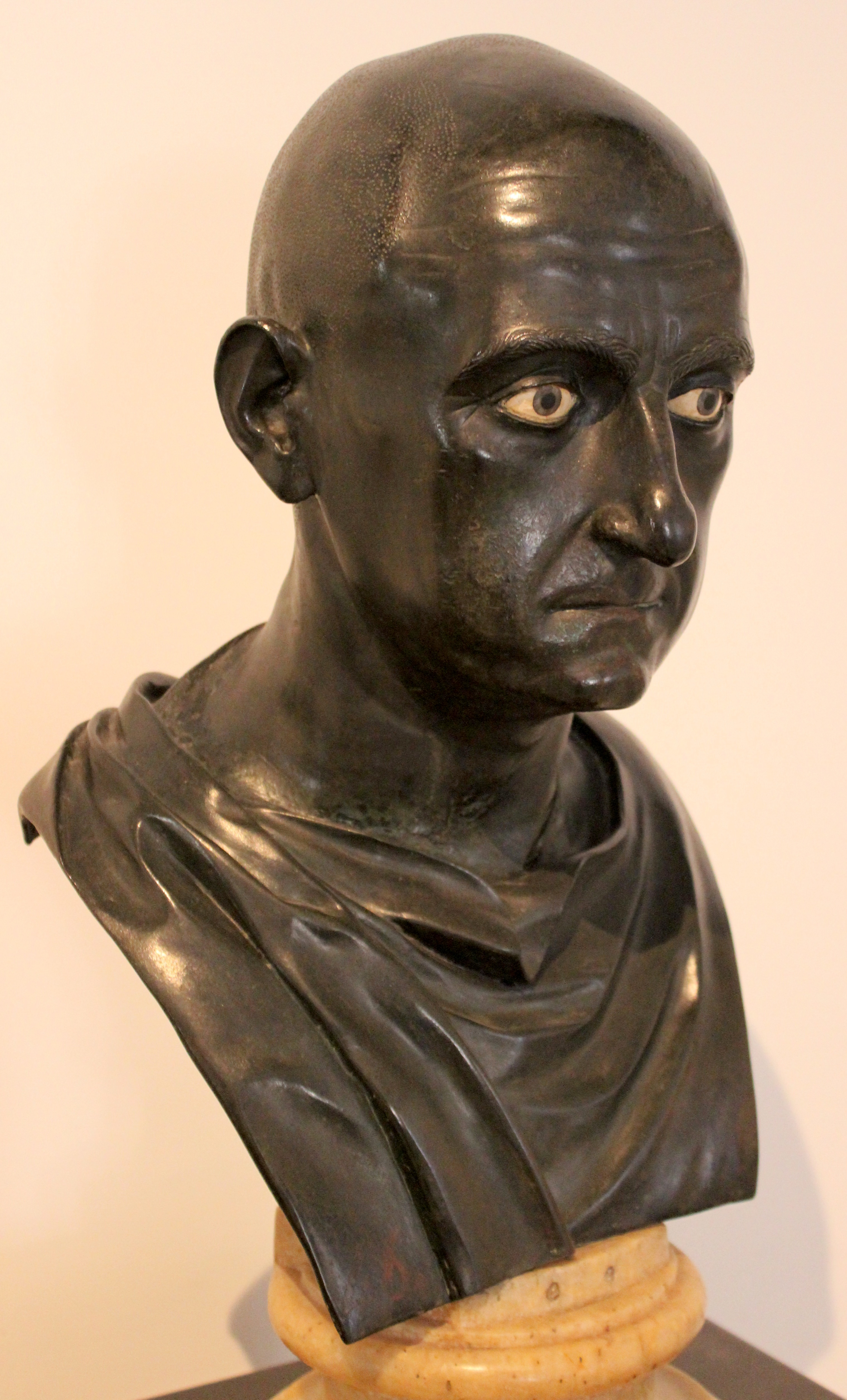
Busto de Escipión el Africano de mediados del siglo I a. C.